# Nyikolaj Kirillovics Kokorin
Nyikolaj Kirillovics Kokorin (Orosz Birodalom, Hlebnyikovo, 1889. május 21. – Podgajci, 1917. május 28.) egy első világháborús orosz ászpilóta volt. Az első világháborús szolgálata alatt 5 légi győzelemmel szolgálta hazáját. A háború (repülés szempontjából) legvéresebb évében, 1917-ben egy bevetés során életét vesztette.

## Élete
Kokorin nem származott gazdag családból. Sokat nélkülöztek, és az ifjú csak egy minimális alapfokú oktatást tudott elvégezni.
1910-ben lépett be az orosz hadseregbe. Több évet szolgált egy viszlinszkajai bányász zászlóaljban, majd 1914. január 21-én a légierőhöz került. 1915. szeptember 4-én a 4. Légi Különítményhez került, és hamar belejött a katonáskodásba. Annak ellenére, hogy Kokorin az egyik legtöbb bevetésen részt vevő orosz pilóta volt (légi harcok mellett még felderítőrepüléseket is vállalt), nem aratott sok légi győzelmet. 1916-ban előléptették  zászlóssá. Hamarosan azonban új típusú Nieuport gépeket kapott a 4. Légi Különítmény, így már jobban felvehették a harcot az ellenséges osztrák-magyar, illetve német pilótákkal. Az új gépeknek köszönhetően Kokorin 1916 végén és 1917 elején néhány hónap leforgása alatt 5 légi győzelmet szerzett. 1917. május 26-án megszerezte ötödik, és egyben utolsó győzelmét, 2 nappal később május 28-án az FFA 242 tagjai lelőtték Kokorint.

## Légi győzelmei
| No. | Dátum              | Beosztási hely      | Repülőgépe          | Ellenfele             |
| --- | ------------------ | ------------------- | ------------------- | --------------------- |
| 1   | 1916. november 25. | 4. Légi Különítmény | Nieuport 10         | EA                    |
| 2   | 1917. január 2.    | 4. Légi Különítmény | Morane - Saulnier H | Two - Seater          |
| 3   | 1917. április 14.  | 4. Légi Különítmény | Nieuport            | Albatros C.III        |
| 4   | 1917. május 25.    | 4. Légi Különítmény | Nieuport 21         | Hansa-Brandenburg C.I |
| 5   | 1917. május 26.    | 4. Légi Különítmény | Nieuport 21         | Hansa-Brandenburg C.I |